# Сморгонский завод оптического станкостроения
ОАО «Сморгонский завод оптического станкостроения» — промышленное предприятие, расположенное в городе Сморгонь Гродненской области Республики Беларусь, производитель оптикообрабатывающего и вакуумного оборудования. Численность занятых на предприятии работников превышает 300 человек.

## Расположение
Основные производственные мощности предприятия расположены в южной части города Сморгонь, в квартале ограниченном улицами Гагарина, Якуба Коласа, Кутузова и железной дорогой. Координаты: . Южнее железной дороги находится недостроенный производственный корпус.

## История
Строительство завода было начато в марте 1970 года. Днём основания завода считается 10 апреля 1972 года, когда начал выпуск продукции цех нестандартного оборудования. В 1973 году были сданы инструментальный, механический и механосборочный цеха. 11 марта 1975 года Сморгонский завод оптического станкостроения и нестандартного оборудования вошёл в состав научно-производственного объединения «Оптика» на правах самостоятельного предприятия. До 1991 года здесь развивалось многопрофильное производство, ориентированное преимущественно на нужды оптической подотрасли военно-промышленного комплекса — осуществлялся выпуск оптических и металлорежущих станков, а также комплекса оборудования ионно-плазменного напыления в среде глубокого вакуума. В эти же годы осуществлялась широкая социальная программа — было построено 1800 квартир, 6 общежитий, 3 детсада, спорткомплекс «Юность», база отдыха, детский оздоровительный лагерь, корпус больницы и ряд других объектов. В 1990 году численность работников завода превышала 4 тысячи человек.
Перемены политического характера в начале 1990-х годов обернулись разрывом производственных связей и потерей рынков бывшего СССР, что привело к затяжному кризису. В начале 2000-х годов на предприятии практически полностью отошли от прежней номенклатуры и освоили выпуск совершенно новой продукции: зерноочистительные машины, почвообрабатывающую технику, детали машиностроения, деревообрабатывающее оборудование, оборудование для прочистки газовых и нефтяных скважин по колтюбинговой технологии. Это дало результат — в 2007 году завод вышел на безубыточную работу. В 2008 году предприятие было преобразовано в открытое акционерное общество. Планируется восстановление производства вакуумных агрегатов, изготовление вакуумных установок и оптикообрабатывающих станков нового уровня для ряда предприятий России. Научно-технической программой Союзного государства предусматривается воссоздание производственных связей в рамках НПО «Оптика»

.

## Продукция
- Вакуумная техника (вакуумные установки, насосы, вакуумметры, приборы спектрального управления процесса нанесения покрытий);
- Оборудование для обработки оптики (заготовительные, шлифовальные, доводочные, центрировочные станки; станки для двухсторонней и асферической обработки, для очковой оптики);
- Колтюбинговая техника для проведения технологических и ремонтновосстановительных работ на нефтяных, газовых и газоконденсатных скважинах без их глушения;
- Деревообрабатывающие универсальные, токарно-копировальные и фрезерно-копировальные станки;
- Оборудование для коммунального хозяйства (подметально-уборочные машины, теплогенераторы, установки брикетирования древесных отходов,оборудование пелетирования отходов соломы, зернопроизводства, кукурузы, тростника, бытовые твердотопливные котлы);
- Оборудование для сельского хозяйства (зерноочистительные машины, зерносушилки, почвообрабатывающие агрегаты, косилки, сеноворошилки);
- Этикетировочные автоматы;
- Гидравлические насосы, узлы и детали машиностроительного профиля.

## Дочерние предприятия
- УП «ВТЛ СЗОС» (Минск) — научные разработки и отработка вакуумных технологий.
- УП «Нива-СЗОС» — аграрно-производственное предприятие.